# Nicolás Riera
Nicolás Riera, nome d'arte di Nicolas Adolfo Guggiana (Buenos Aires, 29 maggio 1985), è un attore e cantante argentino.

## Carriera
Inizia la sua carriera frequentando un corso di teatro all'ateneo Esteban Echeverria dal 2000 al 2002, anno in cui inizia la sua carriera nella telenovela Kachorra.
Dal 2003 al 2005 entra a far parte dei cast di Abre tus ojos, Los cachon e El patrón de la vereda. Nel 2006 partecipa alla telenovela Chiquititas e Casados con Hijos. Dal 2007 al 2010 interpreta uno dei protagonisti principali nella telenovela Juan "Tacho" Morales, Dalla telenovela è nato il gruppo TeenAngels formato da Nicolás, Gastón Dalmau, Lali Espósito, Peter Lanzani e China Suárez, che nel 2011 lascia il gruppo, venendo sostituita da Rocío Igarzábal. Nel 2012, la band si scioglie, concludendo con un ultimo concerto a Córdoba l'8 ottobre, e con il film concerto Teen Angels: el adiós 3D, uscito il 30 maggio 2013.
È stato testimonial dell'azienda di abbigliamento M51 Jeans.
Da gennaio 2012 ad aprile 2013 interpreta Lucas Pedroso González nella telenovela Dulce amor, insieme a Rocío Igarzábal, con cui nel 2015 ha recitato nel film El desafio.

## Vita privata
Dal 2023 ha una relazione con l'attrice Thelma Fardin.

## Filmografia

### Cinema
- Teen Angels: el adiós 3D, regia di Juan Manuel Jiménez (2013)
- El desafio, regia di Juan Manuel Rampoldi (2015)
- La grieta, regia di Pedro Maccarone e Max Franco, cortometraggio (2019)
- Te pido un taxi, regia di Martin Armoya (2019)

### Televisione
- Kachorra – serial TV (2002)
- Rincón de luz – serial TV (2003)
- El patrón de la vereda – serial TV (2005)
- Casados con Hijos – serial TV (2005-2006)
- Alma pirata – serial TV (2006)
- Chiquititas sin fin – serial TV (2006)
- Teen Angels (Casi Ángeles) – serial TV, 456 episodi  (2007-2010)
- Dulce amor – serial TV, 280 episodi (2012)
- Taxxi, amores cruzados – serial TV (2013-2014)
- Pan y vino – serial TV (2015)
- Los ricos no piden permiso – serial TV (2015-2016)
- Five Stars (Las Estrellas) – serial TV, 104 episodi  (2017-2018)
- Millennials – serial TV, 63 episodi (2018-2019)
- El primero de nosotros – serial TV, (2022)
- Madame Requin – serie TV (2022-2023)

### Programmi televisivi
- Bailando por un sueño (2011) – Concorrente, eliminato
- Viajar es mi destino (2013-2015) – Conduttore

## Teatro
- Casa Valentina (2016)
- Plagio (2023)
- Nunca te fies de una mujer despechada (2025)

## Tournée
- 2008/10 – Tour Teen Angels y Casi Ángeles[11]
- 2011 – Teen Angels Tour
- 2012 – Tour el Adiós[12]

## Riconoscimenti
- Nickleodeon Kids' Choice Awards Argentina
  - 2011 – Candidatura all'attore preferito per Teen Angels[13]
- Premio Estrella de Mar
  - 2017 – Candidatura all'actuación masculina de reparto per Casa Valentina

## Doppiatori italiani
Nelle versioni in italiano delle opere in cui ha recitato Nicolás Riera è stato doppiato da:
- Gabriele Patriarca in Teen Angels[14]